# Skimmia japonica
Skimmia japonica là một loài thực vật có hoa trong họ Cửu lý hương. Loài này được Thunb. miêu tả khoa học đầu tiên năm 1783.

## Hình ảnh

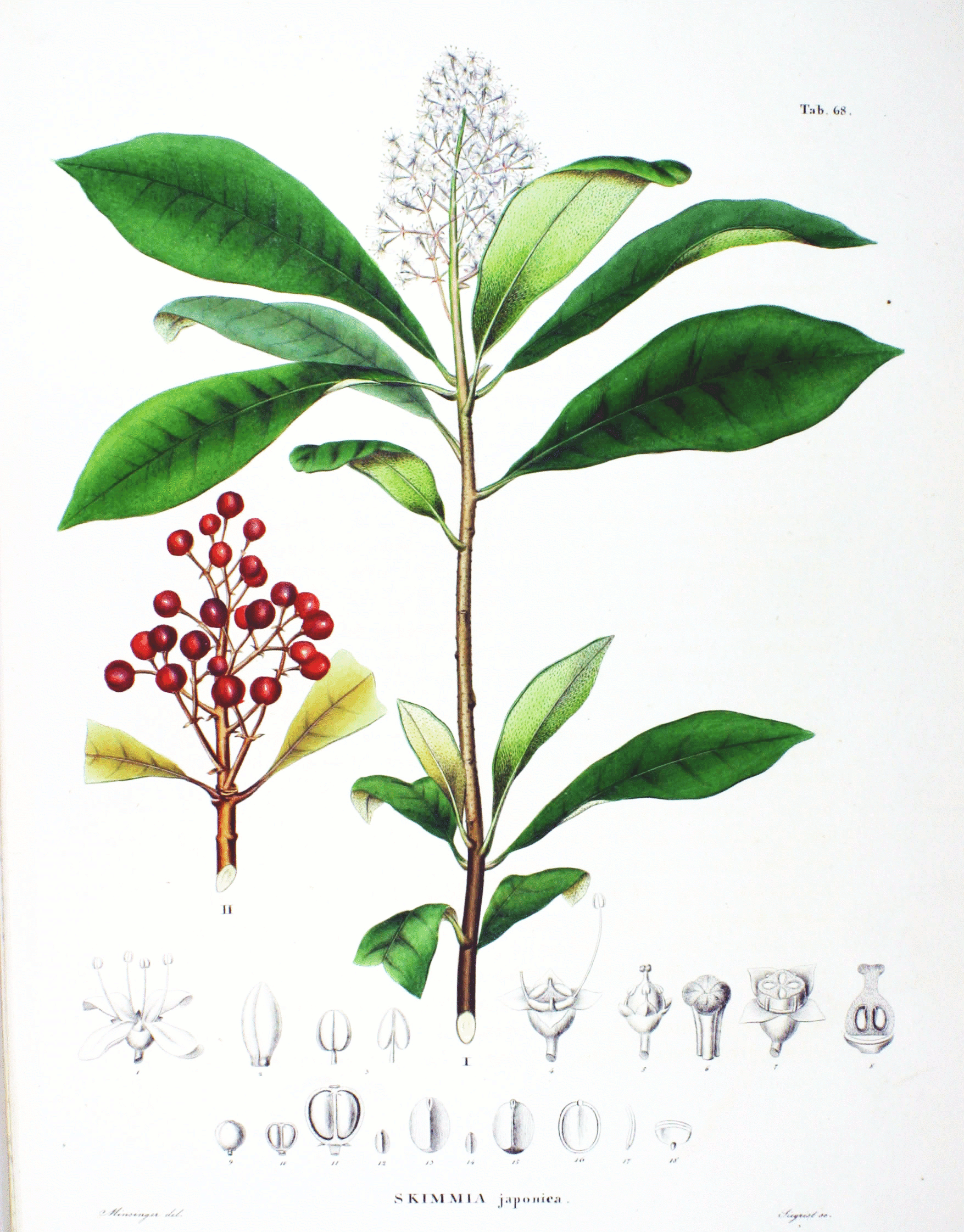
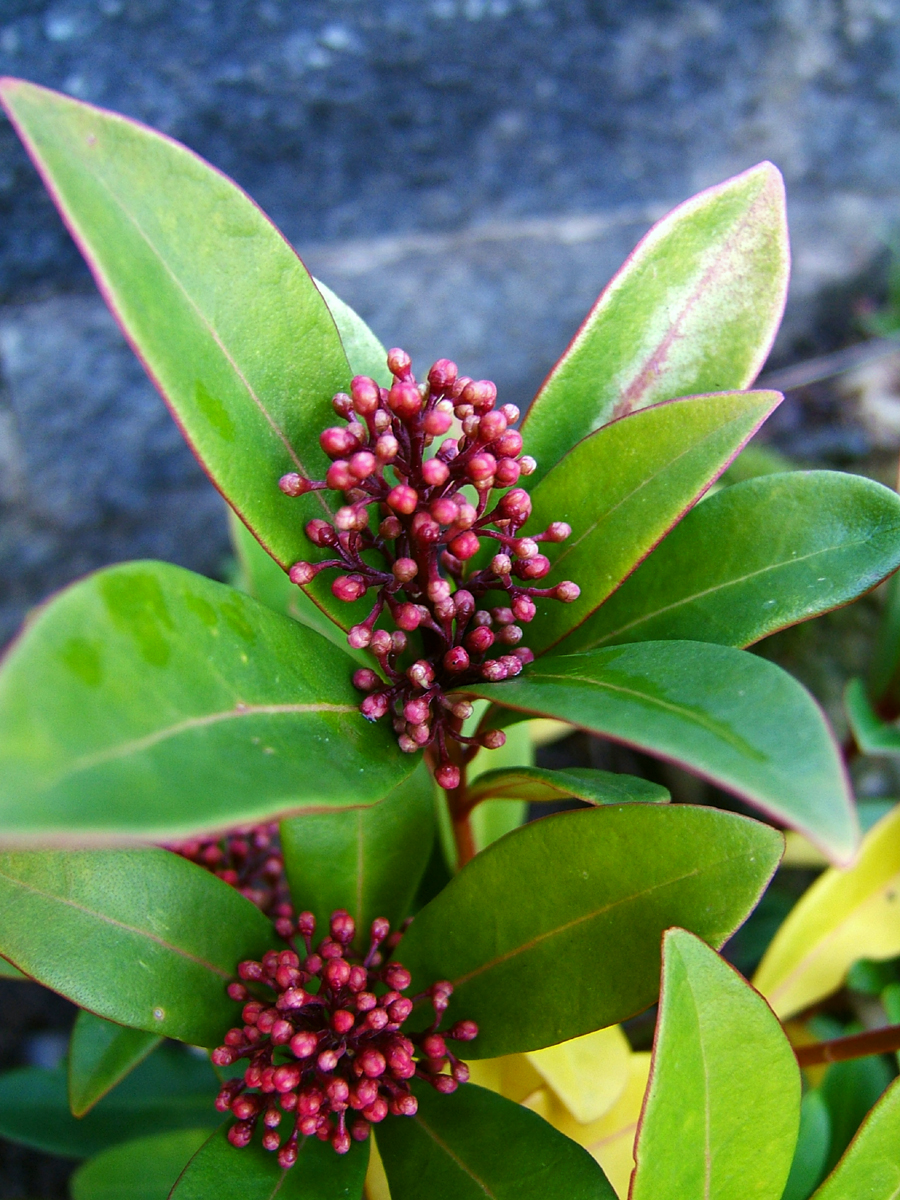
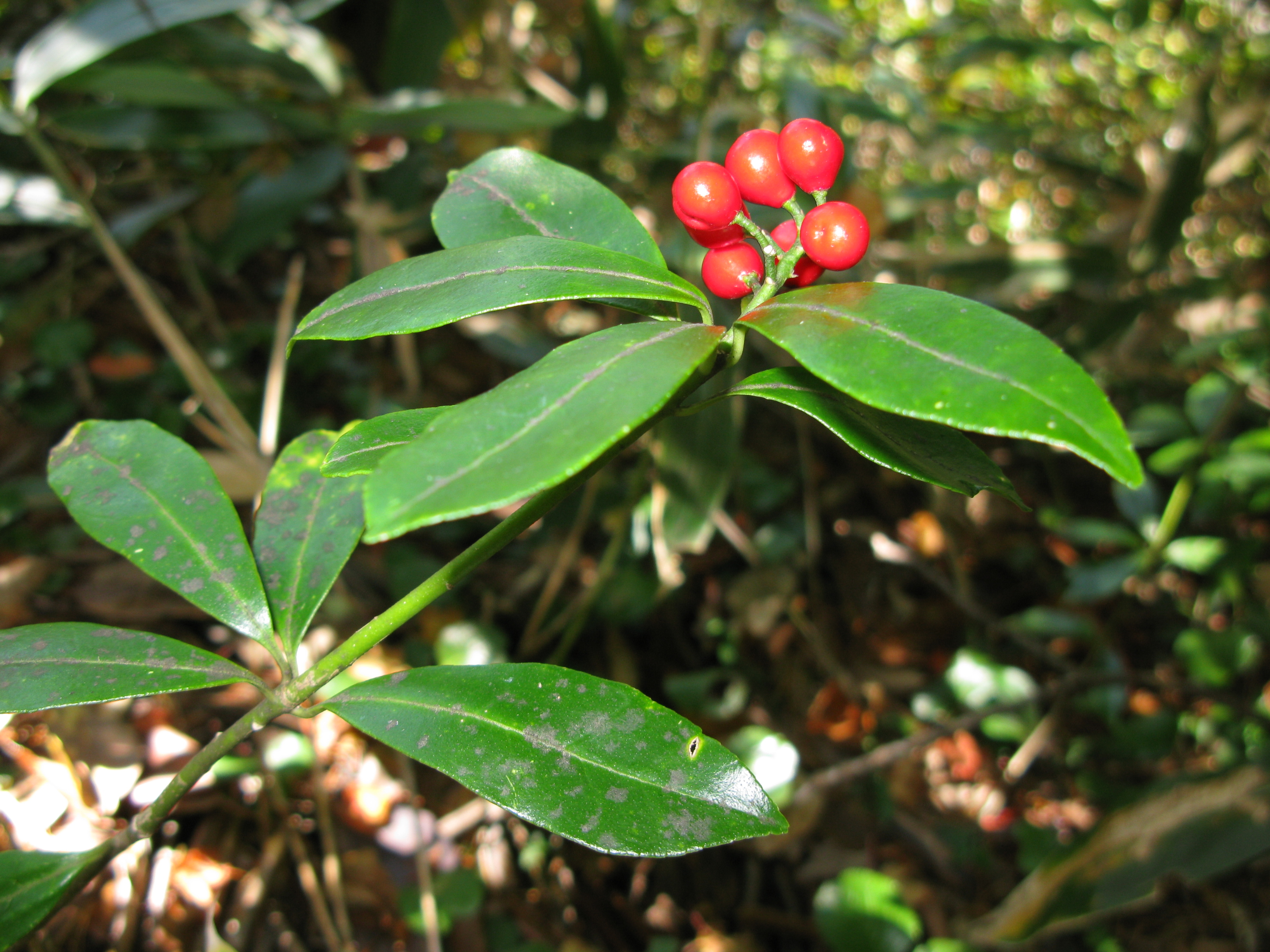
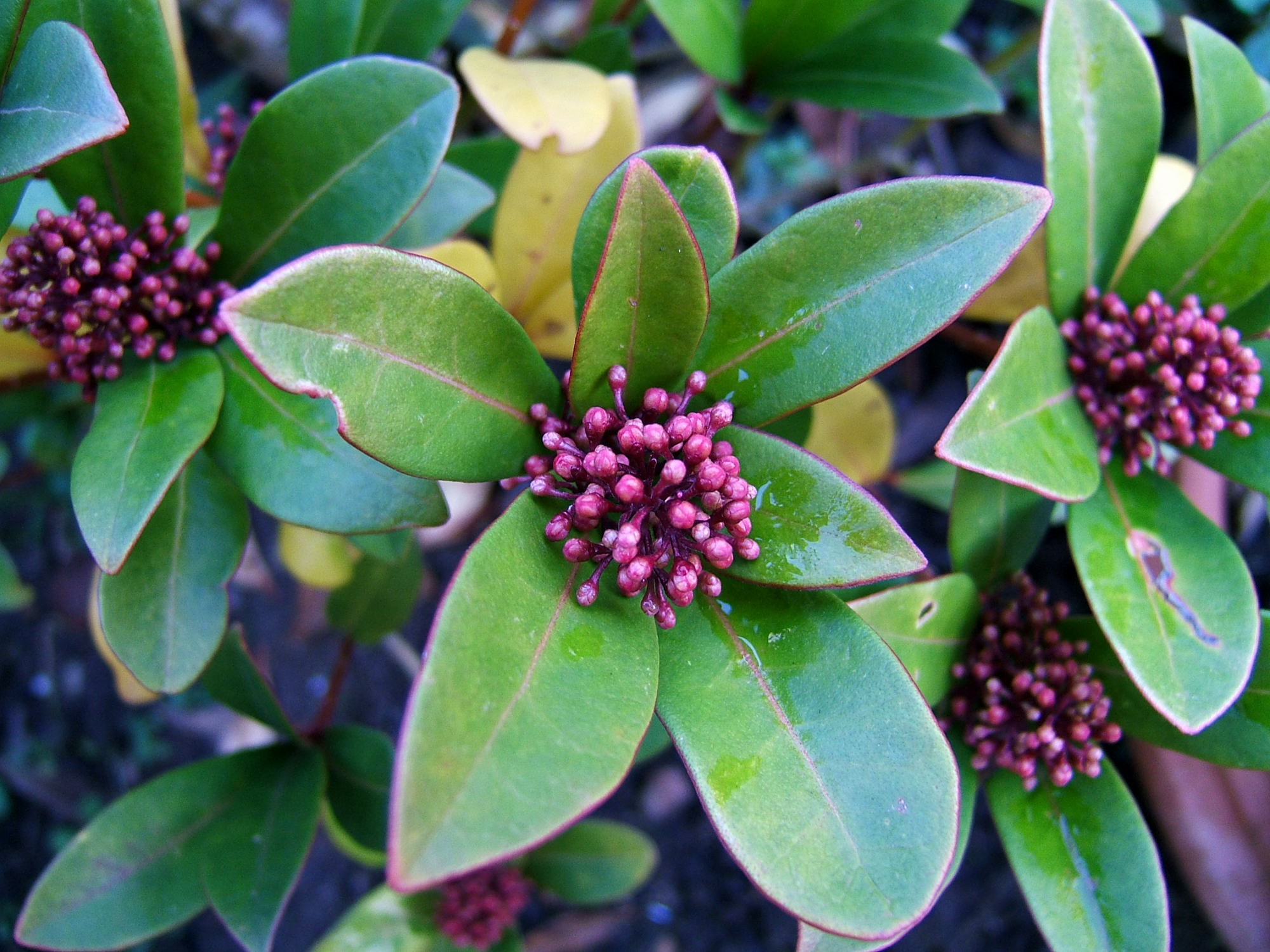
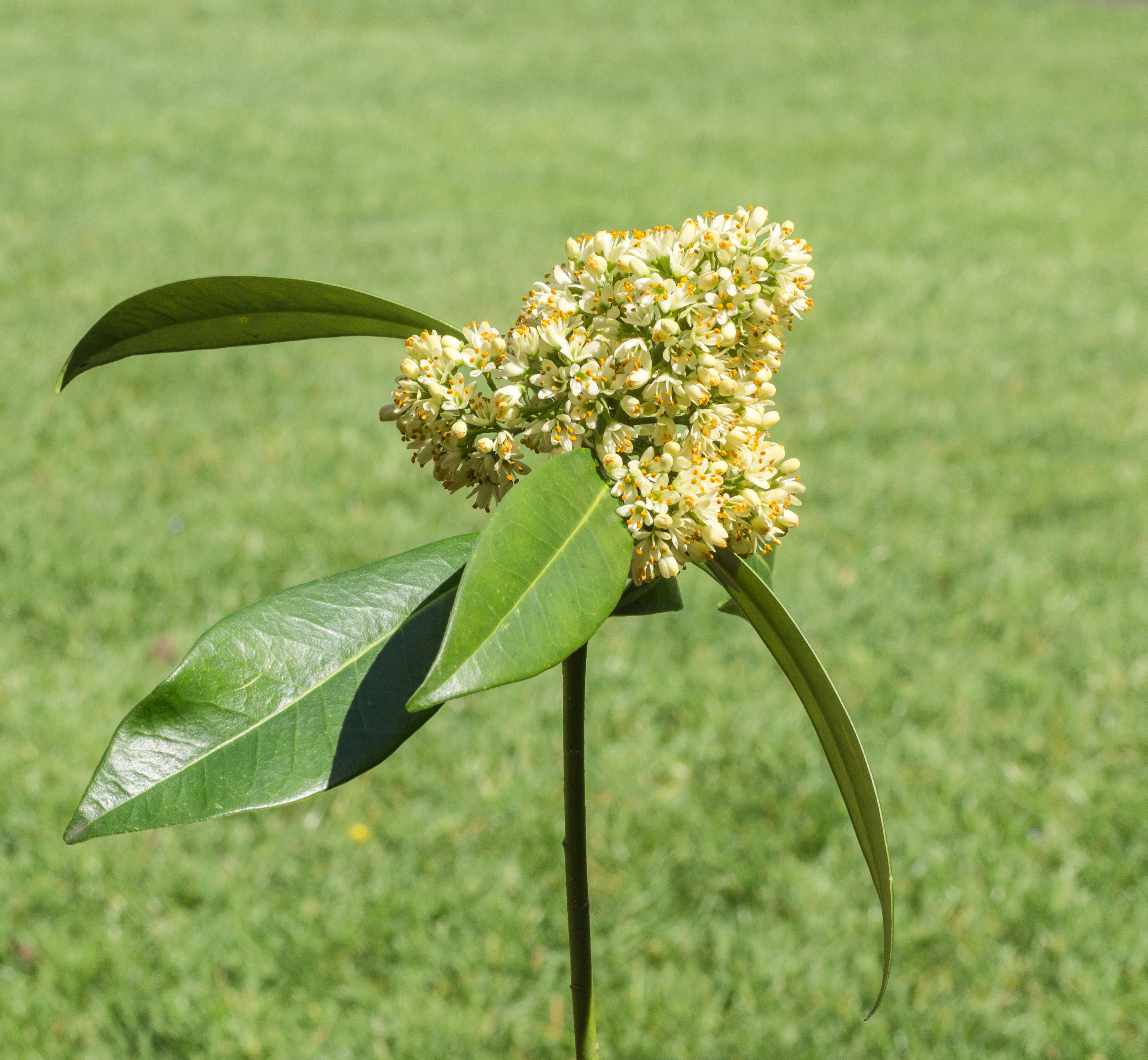
Inflorescence.